# جون أندير فيليبي غونزاليس
جون أندير فيليبي غونزاليس (بالإسبانية: Jon Ander Felipe) (22 مايو 1995 بغوتكسو في إسبانيا - ) هو لاعب كرة قدم إسباني في مركز حراسة المرمى. لعب مع أتلتيك بيلباو ب ونادي أموريبايتا ونادي باسكونيا.

## وصلات خارجية
- جون أندير فيليبي غونزاليس على موقع قاعدة بيانات كرة القدم.إي يو (الإنجليزية)
- جون أندير فيليبي غونزاليس على موقع Soccerway.com (الإنجليزية)
- جون أندير فيليبي غونزاليس على موقع عالم كرة القدم.نت (الإنجليزية)
- جون أندير فيليبي غونزاليس على موقع AS.com (الإسبانية)